# トランスナショナルな関係
トランスナショナルな関係（トランスナショナルなかんけい、transnational relation）とは、人間の諸活動が国家の枠組みを越えて展開されるようになったことから深まった、民間の個人・団体と他国の民間人・民間団体および他国政府との関係のことである。

## 概略
従来の主権国家体制のもとでは、国際関係における主たる回路は政府間関係であったが、冒頭に述べたように、世界の人びとのさまざまな活動が国境を越えて活発におこなわれるようになった今日では、民間の個人・団体と他国の民間の個人・団体との関係、また、民間の個人・団体と他国の政府との関係がきわめて重大なものとなってきている。
前者における、民間相互関係の典型は、私企業間の貿易や業務提携・資本投資、市民運動の国境を越えた連帯、文化交流、私人相互の国際通信などである。
後者における、民間と他国政府との間の関係については、たとえば私企業が他国でロビイストを雇って当該国の政府に対して圧力活動をおこなったり、市民運動が他国政府の政策に反対してデモ行進や当該国の新聞に意見広告を掲載するようなケースがある。